# Pseudoleskea howei
Pseudoleskea howei là một loài Rêu trong họ Leskeaceae. Loài này được (Best) L.F. Koch miêu tả khoa học đầu tiên năm 1955.